# Catephia varia
Catephia varia är en fjärilsart som beskrevs av Hugo Theodor Christoph 1893. Catephia varia ingår i släktet Catephia och familjen nattflyn. Inga underarter finns listade i Catalogue of Life.